# سیارک ۱۷۳۳
سیارک ۱۷۳۳ (به انگلیسی: 1733 Silke، نامگذاری:1938DL1) هزار و هفتصد و سی و سومین سیارک کشف شده‌است که در ۱۹ فوریه ۱۹۳۸ و در هایدلبرگ کشف شد.
قدر مطلق سیارک برابر ۱۳٫۰۰ است.